# Kwas chaulmugrowy
Kwas chaulmugrowy (kwas uśpianowy) – organiczny związek chemiczny z grupy kwasów karboksylowych.
Jest składnikiem triacylogriceroli występujących w oleju z nasion rodziny Flacourtiaceae tzw. oleju czaulmugrowym (łac. Oleum Chaulmoograe syn. Oleum Hydrocarpi), znanym jako lek przeciwtrądowy w krajach azjatyckich. Kwas ten działa również bakteriobójczo na prątki gruźlicy.